# Front Popular del Tadjikistan
El Front Popular del Tadjikistan (Tadjik: Фронти халқии Тоҷикистон; rus: Народный фронт Таджикистана) fou una força política i paramilitar formada per voluntaris que van lluitar pel bàndol governamental durant la Guerra Civil Tadjik. Fins a 8.000 combatents van formar portar del Front.

## Història
Va sorgir el juny de 1992, any en el qual va començar a lluitar contra l'Oposició Tadjik Unida. Els fundadors del moviment van ser Sangak Safarov i Safarali Kenjayev. Van guanyar popularitat de pressa entre els governants de Tadjikistan, i a la tardor de 1992 veterans de l'Exèrcit Soviètic i del KGB, milicies locals i forces de seguretat van unir-se al Front Popular. El lideratge del front va començar a conèixer-se com a «Yurchiki», anomenat així en honor a Iuri Andrópov, ja que tenien molts membres de l'extingit KGB. Més tard, a finals de 1992, la majoria dels seguidors de l'antic president Rahmon Nabiyev van unir-se al Front Popular. El desembre de 1992 el nou govern d'Emomali Rahmon, president del Consell Superior del Tadjikistan, va firmar una resolució en la qual s'establien les Forces Armades de la República del Tadjikistan, prenent com a base el Front Popular i les forces que donaven suport al govern. El 27 de juny de 1997 el Front Popular del Tadjikistan es va dissoldre. Seguint els tractats de pau una part de les seves unitats es van unir a l'Exèrcit Nacional Tadjik.

## Operacions
Amb l'ajut de la 201a Divisió Motoritzada russa i l'Exèrcit Uzbek, el Front Popular va atacar l'oposició durant l'any 1992. A Kulob, les unitats de Safarov van ser els que van pressionar més a l'oposició. A principis d'octubre el Front Popular va intentar, actuant sota eslògans comunistes, va intentar conquerir la capital, que estava controlada per les forces islamistes.

### Acusacions de crims de guerra
Segons Human Rights Watch després que el Front Popular entrés a Dushanbe van portar a terme execucions sumàries, com també desaparicions de persones que procedeixen del Pamir i Garmi, unes zones del Tadjikistan. Aquestes accions van concloure amb la mort de més de 300 persones. Segons testimonis el Front Popular i les forces governamentals paraven autobusos a l'Aeroport Internacional de Dushanbe per revisar els passaports de les persones procedents d'aquestes regions.